# Сецессия (Древний Рим)
Сеце́ссия (лат. secessio, от secedo — ухожу) — демонстративный уход плебеев (лат. secessio plebis) ранней Римской республики в 494, 449, 445, 342 и 287 годах до н. э. на Авентинский холм и/или Священную гору, в то время находившиеся за чертой города.
Сецессия являлась эффективной формой борьбы плебеев против патрициев за свои политические и социальные права, поскольку массовый уход населения из Рима (а основная масса горожан состояла из плебеев) парализовывал экономическую жизнь города.
Вероятно, уже после первой сецессии 494 г. до н. э. в Древнем Риме для защиты прав плебеев были введены должности народных трибунов и эдилов.